# نايجل ريتشاردز (عسكري)
نايجل ريتشاردز (بالإنجليزية: Nigel Richards)‏ هو عسكري بريطاني، ولد في 15 أغسطس 1945.